# Iranduba
Iranduba, amtlich portugiesisch Município de Iranduba, ist eine brasilianische Gemeinde im Bundesstaat Amazonas. Sie wird auch „Stadt der Schornsteine“ (Cidade das chaminés) genannt. Sie ist die 11. bevölkerungsreichste Stadt des Bundesstaates Amazonas. Die Bevölkerungszahl wurde zum 1. Juli 2021 auf 49.718 Einwohner geschätzt, die Irandubenser (irandubenses) genannt werden und auf einer großen Gemeindefläche von rund 2216,8 km² leben.

## Geographie
Die Stadt liegt 37,8 km Luftlinie von der Hauptstadt des Bundesstaates (Manaus, Zentrum zu Zentrum) entfernt oder 52 km auf dem Straßenweg.
Umliegende Gemeinden sind Manaus, Manacapuru und Novo Airão.
Das Biom ist Amazônia (Amazonas-Regenwald).

## Klima
Die Stadt hat tropisches Regenwaldklima, Am nach der Klimaklassifikation nach Köppen und Geiger. Die Durchschnittstemperatur ist 27,3 °C. Die durchschnittliche Niederschlagsmenge liegt bei 2200 mm im Jahr.

## Verkehr
Die einzige Landverbindung zur Stadt führt über die Manaus-Iranduba Brücke, die Ponte Rio Negro, eine Schrägseilbrücke, die im Jahr 2011 nach drei Jahren Bauzeit fertiggestellt wurde.

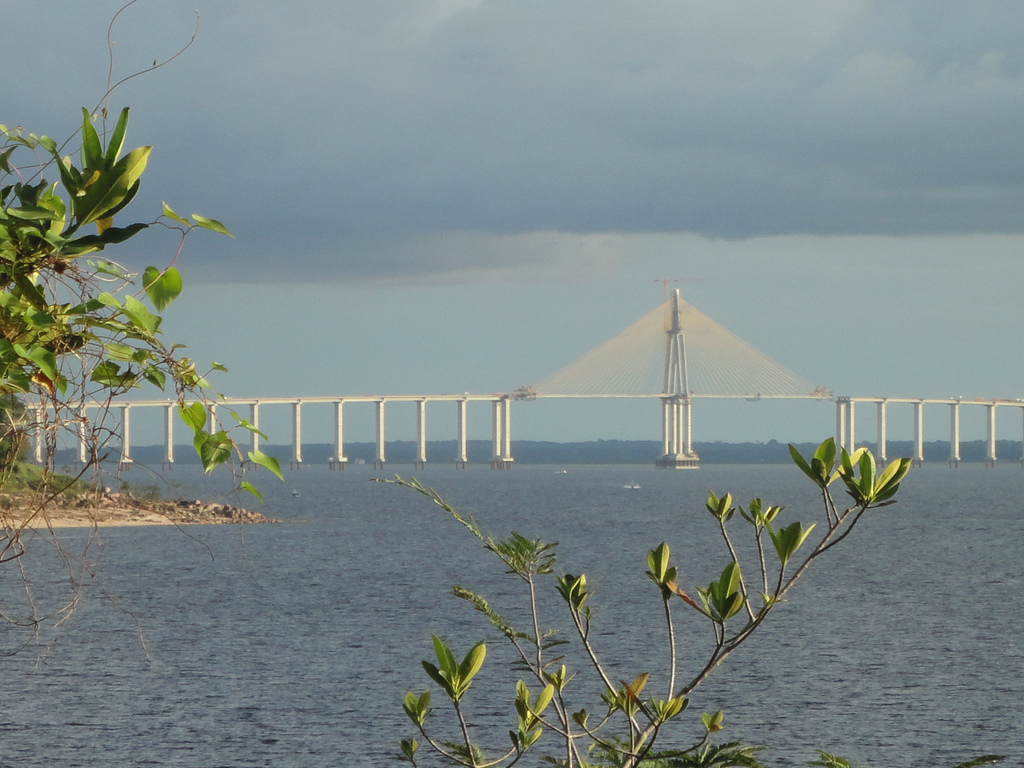
Ponte Rio Negro

## Archäologische Ausgrabungsorte
In Iranduba befinden sich vier Ausgrabungsareale präkolumbianischer Fundstücke. Sie liegen im Dreieck Rio Solimões, Rio Negro und Ariaú. Das Alter der Fundstücke liegt vom ca. 6000 v. Chr. bis ca. 1300 n. Chr. Auch wurden Funde aus der Epoche Açutuba (200 v. Chr. bis 300 n. Chr.) und der Epoche Manacapuru (400 n. Chr. bis 800 n. Chr.) ausgegraben. Die ältesten Funde stammen aus dem Sítio Dona Estrela. Die Steinspitzen werden auf die Zeit zwischen 6000 v. Chr. und 7000 v. Chr. datiert.
Aus dem Sítio Hatahara stammt der wohl spektakulärste Fund. Das komplett erhaltene Skelett aus der Epoche Paredão von 800 n. Chr. bis 1300 n. Chr. Zwar wurden schon komplette Skelette im Bundesstaat São Paulo gefunden, doch war es der erste Fund einer Primärbestattung im Amazonasbecken.
Ein weiterer Fund gibt einen Einblick in die Lebensweise der Menschen dieser Zeit. Sie lebten hauptsächlich von Fisch. Es wurde die ungewöhnlich hohe Zahl von 76 Fischüberresten gefunden. Noch ungewöhnlicher war jedoch, dass die Überreste 37 verschiedenen Fischarten zugeordnet werden konnten. Überreste von Säugetieren gab es jedoch kaum welche, dafür Reste einer einzigen Schildkrötenart.

## Durchschnittseinkommen und HDI
Das monatliche Durchschnittseinkommen betrug 2018 den Faktor 1,9 des brasilianischen Mindestlohns (Salário mínimo) von R$ 880,00 (umgerechnet für 2019: rund 371 €).
Der Index der menschlichen Entwicklung (HDI) lag 2010 bei 0,613.